# Der Sänger (Brentano)

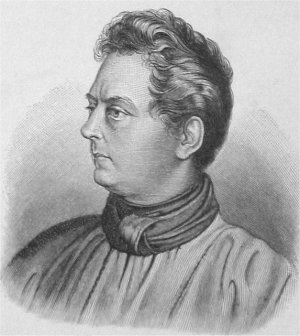
Clemens Brentano
(1778–1842)

Der Sänger ist der Anfang einer Erzählung von Clemens Brentano, der zu Beginn des Jahres 1801 in Sophie Mereaus Zeitschrift Kalathiskos bei Heinrich Frölich in Berlin erschien. Sophie Mereau bat vergeblich um eine „Fortsetzung dieses vorzüglichen Produkts“. Angaben zur Entstehung des Textfragmentes und zu den Erscheinungsdaten finden sich im Band 19 der Frankfurter Brentano-Ausgabe [FBA]. Der Sänger konfrontiert die Briefeschreiberin Julie mit der gemeinsamen Familiengeschichte.

## Form
Julie schreibt Briefe an ihre Freundin Theresa. Weil Julie keine Antwort erhält, liegt ein Monolog vor. In diesem verständigt sich die Schreiberin zunächst über sich selbst. Sodann lässt sie den Sänger mit seiner Vita zu Wort kommen. Mit „Sänger“ meint Brentano auch „Poet“. Zahlreiche Gedichte sind eingebunden. Daneben wird in der ersten Hälfte zur Kunsttheorie beigetragen und diese sogleich exemplifiziert. Der Text hat mindestens zwei Ebenen. Wenn Brentano zum Beispiel eingangs Julie zu Theresa sagen lässt: „… daß wir... ein solches Weib ersannen, wie Antonie gewesen ist“, dann schwebt über der nicht so leicht fasslichen Handlung Imagination. Diese begegnet dem stutzenden Leser auch, sobald es scheint, als verschmelzten zwei Personen in eine.

## Inhalt
Antonie verstarb in der Fremde. Der Tod der Schwester ist für Julie Anlass zur Selbstbesinnung. Aus dem Gleichgewicht gerät die Briefschreiberin, als ihr ein Porträt zugeschickt wird, dass den so früh verlorenen Vater in Jugendjahren zeigt. Dieses Bildnis des „Heinrich S“ wurde von „E“ gemalt und zeigt den Vater als Johannes den Täufer.
Der Sänger, ein Deutscher, hatte Antonie zu Lebzeiten geliebt. Voller Unruhe sehnt Julie sein angekündigtes Erscheinen herbei. Als er endlich kommt, singt er von Liebe, denn diese lässt sich eher singen als sagen. Antonie starb im Piemont in dem Dorfe G. in den Armen des Sängers. Zuvor sei er drei Jahre mit der Geliebten zusammen gewesen. Sein Leben habe durch den Tod Antonies aufgehört.
Der Sänger habe seine von ihm „leidenschaftlich geliebte“ Mutter Eugenie bereits als Jüngling verloren. Der Vater, ein angesehener Kaufmann, der in der nahen Stadt lebte, hatte sich längst von der Mutter getrennt. Nun erzählt der Sänger Begebenheiten aus seiner Kinderzeit. Aus einer folgt für Julie zwingend, dass sie und der Sänger ein und denselben Vater haben: Letzteren liebte Eugenie und malte ihn als Johannes den Täufer.

## Zitate
- „Ruhe darf nicht im Leben sein.“[10]
- „Wer das Leben liebt, lebt der Liebe.“[11]
- „In der Liebe schwindet alles, was nicht gut ist.“[12]

## Selbstzeugnis
- Brentano im März 1801 an Kunigunde von Savigny:[13] „Es ist das Beste, was ich schrieb.“

## Rezeption
- Friedrich Schlegel[14] lobt am 2. Februar 1801: „Es bleibt dabey daß er [der Sänger] uns vorzüglich gefällt, mir die Prosa mehr als die Gedichte.“
- Dorothea Veit[15] schreibt am 27. Februar 1801 an Brentano: „Ihr Sänger nimmt sich sehr gut aus.“

Kluge hat das Fragment erforscht.
- Weil Julie und der Sänger einen gemeinsamen leiblichen Vater haben,[16] ist das Verhältnis des Sängers mit Julies verstorbener Schwester Antonie inzestuös gewesen.[17] Antonie hat zu Lebzeiten den Halbbruder geliebt.[18]
- Das Inzestuöse tangiere auch die Bindung des Sängers zu seiner Mutter Eugenie.[19]
- Der stumme Knabe Eugen erinnere an Mignon.[20]
- Die Mehrfachverrätselung macht den Text beinahe undurchschaubar. Am klarsten erscheint in der Wirrnis noch die Jugendgeschichte des Sängers am Textende.[21]
- In der Erzählung prallen zwei Gegensätze aufeinander. In der ersten Hälfte schildert Julie ihren Alltag in Harmonie inmitten von Poesie. Das Leben des Sängers in der zweiten Hälfte wird bestimmt von Alltagswirklichkeit.[22]

### Zitierte Textausgabe
- Der Sänger. In: Gerhard Kluge (Hrsg.): Erzählungen. In: Jürgen Behrens, Konrad Feilchenfeldt, Wolfgang Frühwald, Christoph Perels, Hartwig Schultz (Hrsg.): Clemens Brentano. Sämtliche Werke und Briefe. Band 19. Prosa IV. W. Kohlhammer, Stuttgart 1987, ISBN 3-17-009440-8, S. 41–83.